# 冰雨
《冰雨》是香港男歌手刘德华演唱的一首国语歌曲，收录于1997年12月发行的国语唱片《爱在刻骨铭心时》中。刘德华、李密作词，潘协庆作曲，Ricky Ho编曲，李安修、陳富榮制作。这是刘德华演唱的最具代表性的经典国语歌曲之一，在其个人演唱会上多次演唱。

## 故事
专辑里的五首歌——《冰雨》、《孤星泪》、《男孩女孩》、《偷回忆的人》、《别说爱情苦》组成“爱在刻骨铭心”系列。歌词互相关联，完整讲述了一个爱情故事。《冰雨》之前的故事背景，来自《孤星泪》和《男孩女孩》两首歌。在《冰雨》MV中，讲述了已经失明（火灾导致）、内心自卑（家庭问题）的男主不愿意见女主（家境优越）的故事。

## 刽子手
刘德华在歌中把“刽子手”唱作kuài，而“刽子手”在大陆的读音是guì，因此有人说他唱错了。这是因为台湾地区的国语发音“刽子手”读kuài，而这张专辑的制作团队主要是台湾人，当时主要销售市场也是台湾，所以就念成了kuài。